# Leon Powe
Leon Powe Jr. (Oakland,Califórnia, em 22 de janeiro de 1984) é um ex-jogador profissional estadunidense de basquetebol, foi campeão da NBA pelos Boston Celtics.

## Carreira

### Draft e Boston Celtics
Depois de seu primeiro ano, Powe decidiu se inscrever no 2006 NBA Draft. Powe foi selecionado pelo Denver Nuggets no segundo turno como a escolha geral de número 49. Os Nuggets posteriormente negociaram ele para os Boston Celtics.
Depois de jogar para a equipe Celtics na liga de verão, Powe foi assinou com a equipe um contrato de 3 anos. Embora Powe não alcançou a soma de 14 em seus pontos por jogo, rebotes e assistências necessárias para garantir o segundo ano de seu contrato, seu segundo ano ficou garantida quando Boston não o renunciou em 1 de julho de 2007. Powe teve um obstáculo semelhante, de 16 para a soma de três estatísticas para garantir o terceiro ano de seu contrato (temporada 2008–09).

## Vida pessoal
Powe cresceu pobre, em Oakland, Califórnia. Seu pai o deixou quando ele tinha dois anos de idade. Quando tinha sete anos, a casa da família pegou fogo e eles estavam desabrigados por ano. Eles se mudaram mais de vinte vezes em seis anos. Ele e seus irmãos foram levados de sua mãe pelo estado da Califórnia, e posta em assistência social. A Mãe de Powe morreu quatro dias antes de ele jogar no campeonato estadual. Sua vida foi caracterizada pela ESPN em um segmento durante o 2008 NBA Finals.
Powe tem um filho de um ano de idade chamado Leon Powe III. O apelido do filho é LP3.
Ligado 29 de janeiro, 2008, Powe teve um desempenho fuga que teve lugar em Miami lutando contra a Calor, Como ele efetivamente preencheu o vazio da ausência principais contribuidores Kevin Garnett e Ray Allen, marcando 25 pontos e agarrando 11 rebotes a caminho de uma vitória blowout 117-87. Ele também marcou sua carreira com 27 pontos no último jogo da temporada contra o New Jersey Nets 16 de abril de 2008.
Um de seus desempenhos mais notáveis da época veio em Jogo 2 do 2008 NBA Finals contra o Los Angeles Lakers em 8 de junho de 2008, quando ele marcou 21 pontos, que incluiu várias enterradas, em apenas 15 minutos de jogo na frente de uma multidão gritando seu nome a caminho de uma vitória dos Celtics por 108-102.